# ألينا فرنانديز
ألينا فرنانديز هي كاتِبة كوبية، ولدت في 19 مارس 1956 في هافانا في كوبا.